# Jiří Tymich
Jiří Tymich (* 10. ledna 1960) je bývalý český fotbalista, záložník. Po skončení aktivní kariéry trénuje v nižších soutěžích.

## Fotbalová kariéra
Hrál za LIAZ Jablonec,Bohemians Praha, FK Pěnčín-Turnov a FK Mladá Boleslav. V evropských pohárech nastoupil ve 2 utkáních.